# Николай (Кутрумбис)
Митрополит Николай (греч. Μητροπολίτης Νικόλαος Κουτρουμπής; 1903, Стамбул — 15 октября 1972, Стамбул) — архиерей Константинопольской православной церкви, митрополит Анейский (1972).

## Биография
Родился в 1903 году в Константинополе.
В 1929 году поступил в Халкинскую богословскую школу и в том же году хиротонисан во диакона. В 1936 году завершил обучение и 29 ноября 1936 года в церкви Святого Димитрия в районе Татавла в Константинополе митрополитом Принкипоннисским Фомой (Саввопулосом) был хиротонисан во пресвитера. 28 февраля 1937 года был возведён в достоинство архимандрита.
12 апреля 1964 года в патриаршем соборе Святого Георгия на Фанаре состоялась его архиерейская хиротония в митрополита Имврского и Тенедского. Хиротонию совершили: митрополит Халдийский Кирилл (Аксиотис), митрополит Иконийский Иаков (Стефанидис) и митрополит Гелиопольский Мелитон (Хадзис).
15 февраля 1972 года был избран митрополитом Анейским.
Скончался 15 октября 1972 года в Стамбуле. Отпевание 18 октября 1972 года в патриаршем соборе Святого Георгия в Фанаре совершил патриарх Константинопольский Димитрий (Пападопулос). Был похоронен на греческом православной кладбище в районе Шишли.